# Communication World

Logo der Communication World

Die Communication World ist die zentrale Fachmesse mit begleitender Konferenz zu den Themen Mobile Technology, Mobile Enterprise und Mobile Business. Sie findet jährlich im MOC Veranstaltungscenter in München statt. An den beiden Veranstaltungstagen werden mobile Strategien und Technologien, Lösungen für Mitarbeiter sowie zur Kundenansprache aus den Bereichen Automotive, Gesundheit, Tourismus, Handel und Verwaltung präsentiert. Die Communication World ging erstmals im Jahr 2002 als UMTS-Konferenz, begleitend zur ehemaligen IT-Messe Systems, an den Start. Die Communication World 2013 findet am 6. und 7. November statt.

## Kongressprogramm
Thematisch ist die Communication World 2011 auf folgende Bereiche ausgerichtet
Mobile Technologien:
Infrastruktur / Netze / LTE / Security / Payment / NFC / Plattform-Trends / Smart Devices / Multiplattform-Entwicklung
Tragfähige Lösungen für Unternehmen und Mitarbeiter:
Mobile Cloud / Collaboration / Mobility Management / Mobile Business-Software / mCommunication / Mobile Business Automation
Mobile Lösungen zur Kundenkommunikation:
Mobile Marketing / CRM / Mobile Services / mCommerce / Mobile Business Apps / Social Networking